# Fokker D.VI

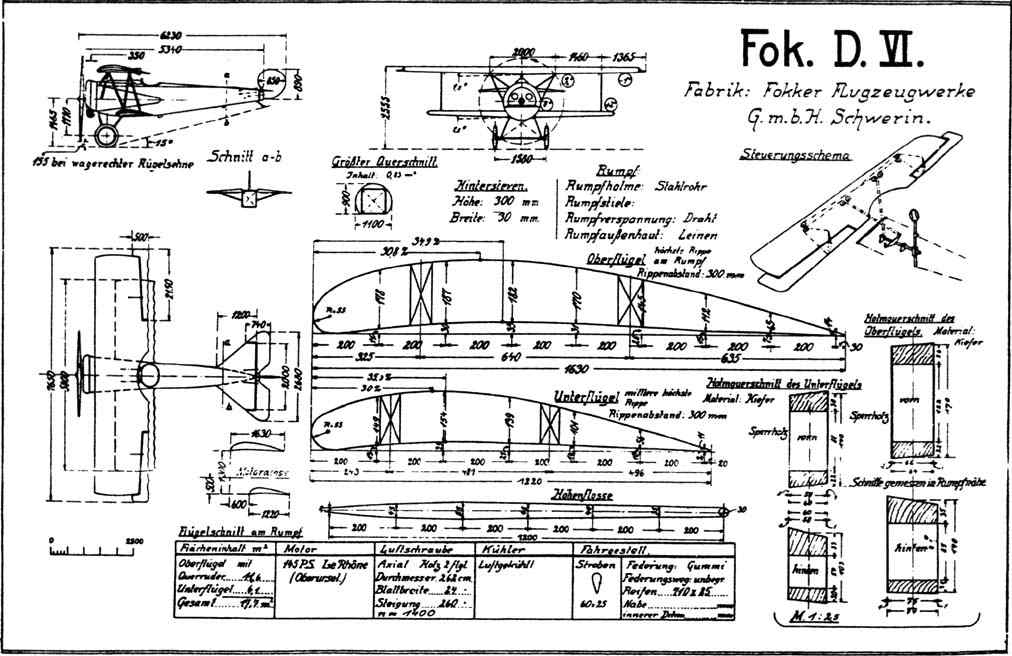
Zeichnung und Flügelprofil

Die Fokker D.VI war ein Jagdflugzeug der deutschen Fliegertruppe und der k.u.k. Luftfahrttruppen aus dem Ersten Weltkrieg.

## Entwicklung
Auf Basis des Fokker Dr.I Dreideckers entwickelte Reinhold Platz als Nachfolgemodell unter Verwendung von Rumpf, Leitwerk, Fahrwerk, Triebwerk und gleicher Bewaffnung einen freitragenden, einstieligen Doppeldecker ohne Verspannung mit der Werksbezeichnung V.9. Weiterentwickelt zum V.13 wurden zwei Prototypen (V.13/1 und V.13/2) gebaut und beim Jagdflugzeug-Wettbewerb im Januar/Februar 1918 in Berlin-Adlershof vorgestellt. Beide Maschinen hatten Umlaufmotoren; eine den 145 PS starken UR III der Motorenfabrik Oberursel, die andere den 165 PS starken Siemens & Halske Sh.III. Fokker erhielt einen kleinen Produktionsauftrag, die Serienmaschinen wurden jedoch mit dem ausgereifteren UR II Motor mit 110 PS von Oberursel ausgerüstet, einer Kopie des französischen Le Rhône-Triebwerks. Auffallender Unterschied zu zeitgenössischen Konstruktionen war die Verwendung eines dicken Flügelprofils mit großem Nasenradius und Sperrholzbeplankung, das Fokker aber bereits an seinem V 1 Prototypen von 1916 erstmals verwendete. Auch alle weiteren Fokker Konstruktionen hatten von nun an dicke Flügelprofile und waren potenziell freitragend. Der Prototyp V.25 war z. B. ein auf der D.VI beruhender freitragender Tiefdecker von erstaunlich modernem Aussehen. Und auch Fokkers finale Konstruktion E V/D VIII war dem D.VI von der Form des Rumpfes sehr ähnlich.

## Einsatz
Zwischen April und August 1918 wurden 47 Fokker D.VI mit Oberursel UR.II-Motoren und 12 Maschinen mit 160 PS starken Goebel Goe.III-Motoren der Gandenbergerschen Maschinenfabrik Georg Goebel, Darmstadt ausgeliefert. Sieben D.VI-Jäger wurden an Österreich-Ungarn geliefert und mit 8 mm-Schwarzlose-MG und 150 PS Steyr-Le Rhône-Umlaufmotor ausgerüstet (Serie 04.6..). Nur wenige Maschinen erreichten deutsche Fronteinheiten, da sie der Fokker D.VII im Einsatz als unterlegen galt, obwohl die D.VI sehr wendig und im Tiefflug schneller als die D.VII war. Die Flugzeuge wurden daher überwiegend zur Schulung verwendet.

## Technische Daten
| Kenngröße             | Daten |
| --------------------- | --- |
| Besatzung             | 1 |
| Länge                 | 6,23 m                                                                                                   |
| Spannweite            | 7,65 m                                                                                                   |
| Höhe                  | 2,55 m                                                                                                   |
| Flügelfläche          | 17,70 m²                                                                                                 |
| Leermasse             | 393 kg                                                                                                   |
| Startmasse            | 583 kg                                                                                                   |
| Antrieb               | ein luftgekühlter Umlaufmotor Oberursel UR II mit 110 PS (81 kW) oder Goebel Goe III mit 160 PS (118 kW) |
| Höchstgeschwindigkeit | 196 km/h auf NN                                                                                          |
| Steigzeit auf 1000 m  | 2,30 min                                                                                                 |
| Steigzeit auf 5000 m  | 19 min                                                                                                   |
| Dienstgipfelhöhe      | 6000 m                                                                                                   |
| Reichweite            | 300 km                                                                                                   |
| Flugdauer             | 1,30 h                                                                                                   |
| Bewaffnung            | 2 synchronisierte MG 08/15, Kal. 7,92 mm                                                                 |